# Sofja Wladimirowna Panina

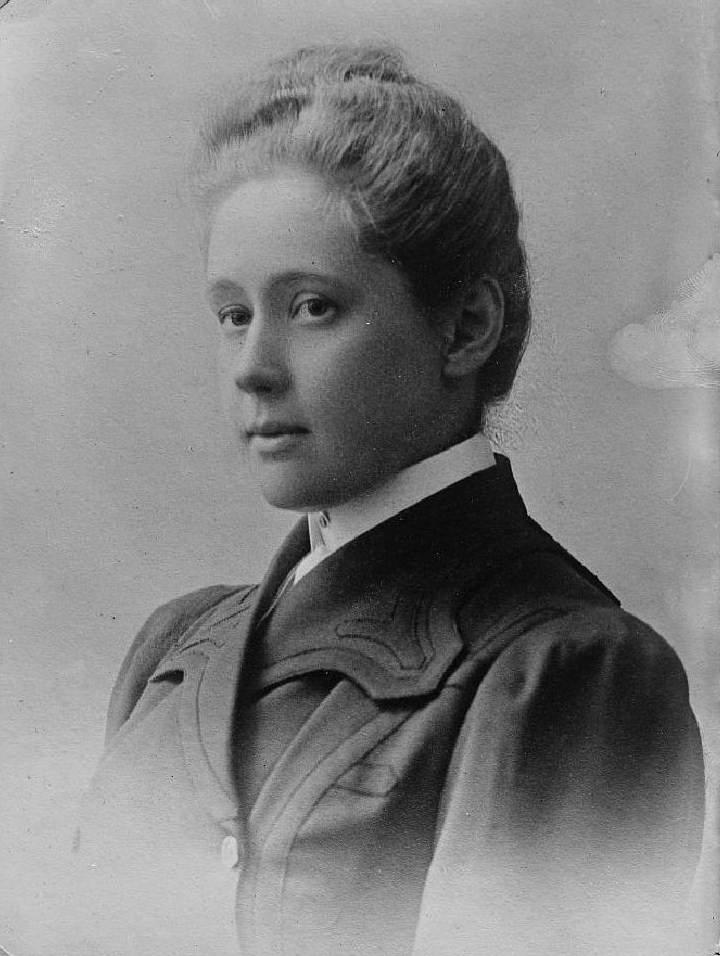
Sofja Wladimirowna Panina

Gräfin Sofja Wladimirowna Panina (russisch Софья Владимировна Панина; * 23. Augustjul. / 4. September 1871greg. in Moskau; † 13. Juni 1956 in New York City) war eine russische Philanthropin, Mäzenin und Politikerin der Konstitutionell-Demokratischen Partei Russlands (Kadetten) sowie eine der ersten russischen Feministinnen.

## Leben
Paninas Vater Graf Wladimir Wiktorowitsch Panin starb bereits 1872. Ihr Großvater Wiktor Nikititsch Panin war einer der reichsten Großgrundbesitzer in Russland und Justizminister. Ihr Großvater mütterlicherseits Sergei Iwanowitsch Malzow war Großgrundbesitzer, Generalmajor und erfolgreicher Unternehmer. Ihre Tante mütterlicherseits war die Dichterin Kapitolina Sergejewna Meschtscherskaja geborene Malzowa, während ihre Tante väterlicherseits Olga Wiktorowna Lewaschowa geborene Panina einen liberalen Salon führte. Paninas Mutter heiratete 1892 den Juristen und liberalen Politiker Iwan Iljitsch Petrunkewitsch.
Panina als einzige Tochter erbte große Ländereien in den Gouvernements Moskau (mit Schloss Marfino bei Mytischtschi), Smolensk, Woronesch und auf der Krim mit dem Schloss Gaspra. Panina studierte in St. Petersburg an den Höheren Kursen für Frauen mit Abschluss. 1890 heiratete Panina den Millionärssohn Alexander Alexandrowitsch Polowzew der Jüngere, wobei der mit dem Bräutigam verwandte Kaiser Alexander III. den Brautvater ersetzte. Die Ehe endete 1896 durch Scheidung.
1891 lernte Panina die Lehrerin Alexandra Wassiljewna Peschechonowa kennen und eröffnete mit ihr eine kostenfreie Speisewirtschaft für Kinder im St. Petersburger Arbeiterviertel an der Ligowka. 1900 erwarb sie ein Grundstück und ließ darauf von dem Architekten J. J. Benois ein Volkshaus bauen, das 1903 als Ligowski-Volkshaus feierlich eröffnet wurde. Das Haus stand politischen Gruppen für Treffen zur Verfügung. 1906 veranstaltete Lenin hier sein erstes großes Treffen in St. Petersburg. Panina war Vorsitzende mehrerer Wohltätigkeitsgesellschaften. Sie arbeitete in der Ständigen Kommission für die Organisation von Volkslesungen und war Vizevorsitzende der Gesellschaft zur Förderung der Schüler in den städtischen Grundschulen. Sie gründete 1900 mit anderen die Russische Frauenschutzgesellschaft, die gegen die Prostitution arbeitete, und unterstützte sie. 1901 stellte sie ihr Schloss Gaspra auf der Krim Lew Tolstoi zur Erholung mit seiner Familie zur Verfügung. Hier entstand sein Gedicht Hadschi Murat.

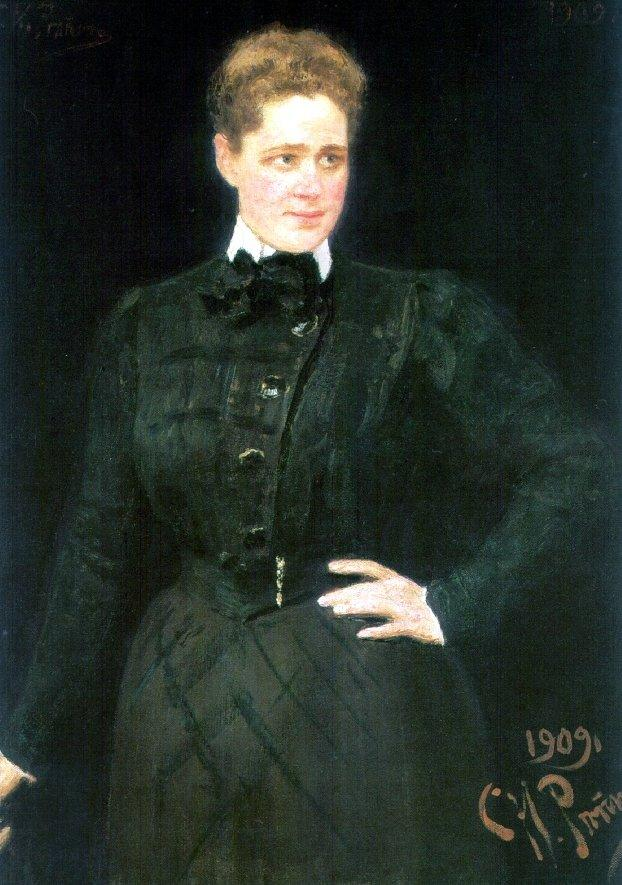
Sofja Wladimirowna Panina (I. J. Repin, 1909)

Paninas politische Ansichten entwickelten sich unter dem Einfluss ihrer Tante Olga. Da sie die Autokratie nicht akzeptierte, war sie in rechten Kreisen als rote Gräfin bekannt.
Nach den Erinnerungen Felix Jussupows war das Schloss Gaspra auf der Krim ein Treffpunkt für Politiker und Künstler, wo beispielsweise auch die Sopranistin Anna Jan-Ruban mit ihrem Klavierbegleiter Wladimir Pohl auftrat. Nach der Februarrevolution 1917 wurde sie in die Petrograder Stadtduma gewählt. Sie wurde Mitglied des Zentralkomitees der Konstitutionell-Demokratischen Partei (Kadetten) und Vizeministerin für staatliche Versorgung der Provisorischen Regierung (ab August Vizeministerin für Volksaufklärung). Sofort nach der Oktoberrevolution wurde sie als eine der führenden Kadetten verhaftet. Sie weigerte sich, den Bolschewiki die finanziellen Mittel des Ministeriums für Volksaufklärung zu übergeben, die bei einer ausländischen Bank eingelagert waren. An dem Tag im Dezember, als sie zum Ehrenmitglied der Russischen Gesellschaft der Freunde der Friedenskunde gewählt wurde, eröffnete das Revolutionstribunal den Prozess gegen sie. Unter Anerkennung ihrer positiven Leistungen für die Gesellschaft wurde sie mit der Verpflichtung, die fraglichen Gelder an die Kasse des Volkskommissariats für Bildungswesen zu zahlen, freigelassen.
Anfang 1918 flüchtete Panina nach Südrussland. Bis zum Frühjahr 1920 hielt sie sich am Don auf. Sie unterstützte die Weiße Bewegung und lebte mit N. I. Astrow zusammen, der im Russischen Bürgerkrieg Mitglied des Generalkommandos der bewaffneten Kräfte Südrusslands und politischer Berater Anton Denikins war. 1920 emigrierte sie und lebte von 1921 bis 1924 mit Astrow in Genf als russische Vertreterin bei der Flüchtlingshochkommission des Völkerbundes. 1924 wurde Panina von der Regierung der Tschechoslowakei nach Prag eingeladen als Direktorin eines Zentrums für russische Flüchtlinge. Astrow starb 1934. Nach dem Münchner Abkommen wanderte Panina im Dezember 1938 in die USA aus. Sie lebte zunächst ein Jahr in Los Angeles und ließ sich dann in New York City nieder. Sie arbeitete mit Lew Tolstois jüngster Tochter Alexandra zusammen, um die Tolstoy Foundation mit Sitz im Rockland County zu gründen zur Unterstützung russischer Emigranten in Europa (und später auch zur Unterstützung von Kriegsgefangenen und Displaced Persons).
Panina wurde auf dem russisch-orthodoxen Friedhof des Novo-Diveevo-Frauenklosters in Nanuet (Rockland County, New York) begraben, auf dem auch ein Denkmal für die Russische Befreiungsarmee (Wlassow-Armee) steht.